# Liván López Azcuy

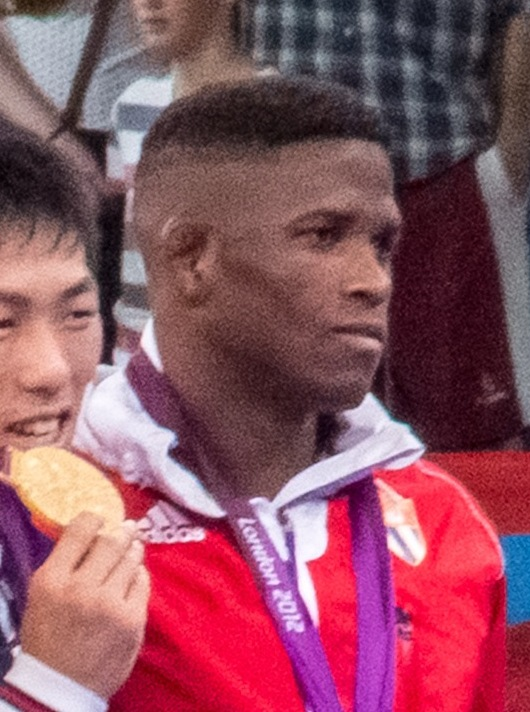
Liván López bei der Siegerehrung 2012 in London

Liván López Azcuy (* 4. Januar 1982 in San Juan y Martínez) ist ein kubanischer Ringer. Er gewann bei den Olympischen Spielen 2012 in London eine Bronzemedaille im freien Stil im Leichtgewicht.

## Werdegang
Livan López Azcuy begann als Neunjähriger in seinem Heimatort San Juan y Martínez in der Provinz Pinar del Río mit dem Ringen und durchlief das gesamte staatliche Spitzensport-Fördersystem, angefangen mit seiner Aufnahme in die Sportförderschule (EIDE) im Sommer 1993 bis zum Abschluss seines Sportstudiums 2011 und seiner andauernden Zugehörigkeit zum Nationalmannschaftskader. Heute konzentriert er sich auf den freien Stil und gehört dem Sportclub Cerro Pelado Havanna an. Sein Trainer ist Julio Mendieta. Bei einer Größe von 1,74 Metern ringt er im Leichtgewicht, der Gewichtsklasse bis 66 kg Körpergewicht. Seinen ersten großen internationalen Erfolg hatte er im April 2011 in Rionegro (Kolumbien) mit seinem Sieg bei der Panamerikanischen Meisterschaft vor Teyon Ware aus den Vereinigten Staaten und Elvis Fuentes Blanco aus Venezuela. Bei der Weltmeisterschaft 2011 in Istanbul besiegte er Heinrich Barnes aus Südafrika, Kim Dae-sung aus Südkorea, Ichtiyor Nawrusow aus Usbekistan und den Silbermedaillengewinner der Olympischen Spiele 2008 Andrei Stadnik aus der Ukraine. Im Halbfinale unterlag er gegen Mehdi Taghavi Kermani aus dem Iran und im Kampf um eine Bronzemedaille besiegte er keinen Geringeren als den Olympiasieger von 2008 im Federgewicht Mawlet Batirow aus Russland. Im Oktober 2011 siegte er schließlich auch noch bei den Panamerikanischen Spielen in Guadalajara vor Pedro Soto Cordero aus Puerto Rico, Yoan Blanco Reinoso aus Ekuador und Teyon Ware.
2012 wurde er auch bei den Olympischen Spielen in London eingesetzt. Er startete dort wieder im Leichtgewicht und besiegte den Weltmeister von 2011 Mehdi Taghavi Kermani und nahm damit erfolgreich Revanche für die Niederlage gegen diesen Ringer bei der Weltmeisterschaft 2011. Nach diesem Kampf verlor er gegen den späteren Olympiasieger Tatsuhiro Yonemitsu aus Japan, erkämpfte sich dann aber in der Trostrunde mit Siegen über Haislan Garcia Veranes aus Kanada und Jabrail Hasanow aus Aserbaidschan noch eine olympische Bronzemedaille.
Bei der Weltmeisterschaft 2013 in Budapest war er wieder am Start und sicherte sich dort mit Siegen über Bai Tuan Anh, Vietnam, Takahiro Inoue, Japan, Kang Jin-Hyeok, Nordkorea, Haislan Garcia Veranes, kanda und Gandsorigiin Mandachnaran, Mongolei und einer Niederlage im Finale gegen Dawit Safarjan, Armenien, die Silbermedaille.

## Internationale Erfolge
| Jahr | Platz  | Wettbewerb                                    | Gewichtsklasse | Ergebnisse |
| 2005 | 3.     | Cerro-Pelado-International in Sancti Spíritus | Leicht         | hinter Geandry Garzón Caballero und Sergei Rondón, beide Kuba, gemeinsam mit Jared Lawrence, USA |
| 2010 | 2.     | Cerro-Pelado-International in Havanna         | Leicht         | hinter Geandry Garzón Caballero, Kuba, vor Josh Curello und Teyon Ware, beide USA |
| 2011 | 2.     | Cerro-Pelado-International in Havanna         | Leicht         | hinter Geandry Garzón Caballero, vor Brent Metcalf, USA |
| 2011 | 1.     | Panamerikanische Meisterschaft in Rionegro    | Leicht         | vor Teyon Ware und Elvis Fuentes Blanco, Venezuela |
| 2011 | 3.     | WM in Istanbul                                | Leicht         | nach Siegen über Heinrich Barnes, Südafrika, Kim Dae-sung, Südafrika, Ichtiyor Nawrusow, Usbekistan und Andrei Stadnik, Ukraine, einer Niederlage gegen Mehdi Taghavi Kermani, Iran und einem Sieg über Mawlet Batirow, Russland |
| 2011 | 1.     | Panamerikanische Spiele in Guadalajara        | Leicht         | vor Pedro Soto Cordero, Puerto Rico, Yoan Blanco Reinoso, Ekuador und Teyon Ware |
| 2012 | 5.     | Mongolian Open in Ulaanbaatar                 | Leicht         | Sieger: Dordschwaantschigiin Gombodordsch, Mongolei vor Kuzma Schiwzew, Russland |
| 2012 | 1.     | Cerro-Pelado-International in Havanna         | Leicht         | vor Jared Frayer, USA, Franklin Maren Castillo, Kuba und Pedro Soto Cordero |
| 2012 | Bronze | OS in London                                  | Leicht         | nach einem Sieg über Mehdi Taghavi Kermani, einer Niederlage gegen Tatsuhiro Yonemitsu und Siegen über Haislan Garcia Veranes, Kanada und Jabrail Hasanow, Aserbaidschan                                                         |
| 2013 | 2.     | WM in Budapest                                | Leicht         | nach Siegen über Bui Tuan Anh, Vietnam, Takahiro Inoue, Japan, Kang Jin-Hyeok, Nordkorea, Haislan Garcia Veranes und Gandsorigiin Mandachnaran, Mongolei und einer Niederlage gegen Dawit Safarjan, Armenien                     |

## Erläuterungen
- alle Wettkämpfe im freien Stil
- OS = Olympische Spiele, WM = Weltmeisterschaft
- Leichtgewicht, Gewichtsklasse bis 66 kg Körpergewicht